# بابی ادکانیه
بابی ادکانیه (انگلیسی: Bobby Adekanye؛ زادهٔ ۱۴ فوریهٔ ۱۹۹۹) بازیکن فوتبال اهل نیجریه است.
از باشگاه‌هایی که در آن بازی کرده‌است می‌توان به باشگاه فوتبال لاتزیو اشاره کرد.
وی همچنین در تیم‌های ملی فوتبال زیر ۱۷ سال هلند، زیر ۱۷ سال هلند، و زیر ۱۹ سال هلند بازی کرده‌است.